# Royal Rumble (2004)
Royal Rumble (2004) — семнадцатое в истории рестлинг-шоу Royal Rumble, организованное World Wrestling Entertainment (WWE). Оно состоялось 25 января 2004 года в Филадельфии, Пенсильвания на арене «Ваковия-центр».
Главным событием стал матч «Королевская битва» 2004 года, в котором участвовали рестлеры из обоих брендов. Крис Бенуа со SmackDown!, первый участник, выиграл матч, последним выбросив Биг Шоу. Благодаря этой победе Бенуа побил рекорд продолжительности нахождения в матче, который до этого принадлежал Бобу Бэклунду, продержавшись в матче более часа, но затем он был побит Реем Мистерио в 2006 году. Бенуа также стал вторым после Шона Майклза рестлером, выигравшим матч в качестве первого участника.

## Результаты
| №                             | Матч                                                                                      | Тип матча                                                     | Время   |
| ----------------------------- | ----------------------------------------------------------------------------------------- | ------------------------------------------------------------- | ------- |
| 1H                            | Виктория (со Стивеном Ричардсом) победила Молли Холли                                     | Матч один на один                                             | -       |
| 2                             | «Эволюция» (Батиста и Рик Флэр) победили «Братьев Дадли» (Бабба Рэй Дадли и Ди-Вон Дадли) | Командный матч за титул командных чемпионов WWE               | 5:29    |
| 4                             | Рей Мистерио победил Джейми Ноубла (с Нидией)                                             | Матч один на один за титул чемпиона WWE в первом тяжёлом весе | 3:06    |
| 5                             | Эдди Герреро победил Чаво Герреро (с Чаво Герреро-старшим)                                | Матч один на один                                             | 8:02    |
| 6                             | Брок Леснар победил Хардкора Холли                                                        | Матч один на один за титул чемпиона WWE                       | 6:22    |
| 8                             | Трипл Эйч против Шона Майклза, закончился вничью                                          | Матч «Последний живой» за титул чемпиона мира в тяжёлом весе  | 23:05   |
| 9                             | Крис Бенуа выиграл «Королевскую битву»                                                    | Матч «Королевская битва» 30-ти рестлеров                      | 1:01:37 |
| H — матч на Sunday Night Heat |                                                                                           |                                                               |         |

### Матч «Королевская битва»
Красным ██ обозначены рестлеры с Raw, синим ██ обозначены рестлеры со SmackDown! Рестлеры выходили каждые 90 секунд.
| Рестлер | Рестлер             | Кем выбит | Кем выбит                                                   | Время   |
| ------- | ------------------- | --------- | ----------------------------------------------------------- | ------- |
| 1       | Крис Бенуа          | -         | ПОБЕДИТЕЛЬ                                                  | 1:01:34 |
| 2       | Рэнди Ортон         | 18        | Миком Фоли (Вместе с ним)                                   | 33:45   |
| 3       | Марк Генри          | 3         | Крисом Бенуа                                                | 5:33    |
| 4       | Таджири             | 2         | Носорогом                                                   | 3:52    |
| 5       | Брэдшоу             | 1         | Крисом Бенуа                                                | 0:51    |
| 6       | Райно               | 8         | Крисом Бенуа                                                | 14:12   |
| 7       | Мэтт Харди          | 9         | Рене Дюпре                                                  | 14:31   |
| 8       | Скотт Штайнер       | 5         | Букером Ти                                                  | 7:11    |
| 9       | Мэтт Морган         | 11        | Крисом Бенуа                                                | 12:31   |
| 10      | Ураган              | 4         | Мэттом Морганом                                             | 0:36    |
| 11      | Букер Ти            | 13        | Рэнди Ортоном                                               | 9:27    |
| 12      | Каин                | 6         | Букером Ти                                                  | 1:54    |
| 13      | Спайк Дадли         | 7         | Не вошёл в ринг, так как при входе получил Чокслэм от Каина | -       |
| 14      | Рикиши              | 12        | Рэнди Ортоном                                               | 4:10    |
| 15      | Рене Дюпре          | 10        | Рикиши                                                      | 0:49    |
| 16      | А-Поезд             | 14        | Крисом Бенуа                                                | 1:51    |
| 17      | Шелтон Бенджамин    | 15        | Рэнди Ортоном                                               | 0:48    |
| 18      | Эрнест «Кот» Миллер | 16        | Рэнди Ортоном                                               | 1:17    |
| 19      | Курт Энгл           | 28        | Биг Шоу                                                     | 29:16   |
| 20      | Рико                | 17        | Рэнди Ортоном                                               | 1:17    |
| 21      | Мик Фоли            | 19        | сам себя (вместе с Рэнди Ортоном)                           | 2:11    |
| 22      | Кристиан            | 20        | Крисом Джерико                                              | 7:54    |
| 23      | Нунзио              | 23        | Голдбергом                                                  | 12:41   |
| 24      | Биг Шоу             | 29        | Крисом Бенуа                                                | 23:11   |
| 25      | Крис Джерико        | 27        | Биг Шоу                                                     | 15:14   |
| 26      | Чарли Хаас          | 21        | Голдбергом                                                  | 7:03    |
| 27      | Билли Ганн          | 22        | Голдбергом                                                  | 5:52    |
| 28      | Джон Сина           | 25        | Биг Шоу                                                     | 8:23    |
| 29      | Роб Ван Дам         | 26        | Биг Шоу                                                     | 7:04    |
| 30      | Голдберг            | 24        | Куртом Энглом                                               | 2:25    |

## Остальные
| Комментаторы - Майкл Коул — SmackDown! - Джерри «Король» Лоулер — Raw - Джим Росс — Raw / Королевская битва - Тазз — SmackDown! / Королевская битва Испанские комментаторы - Карлос Кабрера - Хьюго Савинович Интервьюеры - Джонатан Коачмэн - Джош Мэтьюз - Терри | Судьи - Майк Киода — Raw - Джек Доан — Raw - Эрл Хебнер — Raw - Брайан Хебнер — SmackDown! - Джим Кордерас — SmackDown! - Ник Патрик — SmackDown! - Чарльз Робинсон — SmackDown! Так же - Тони Чимел — Аннонсер - Говард Финкель — Аннонсер |